# Olifantgambiet
Het Olifantgambiet is in de opening van een schaakpartij het 'neefje' van het Lettischgambiet: in plaats van het pionoffer op f5 wordt nu de pion op d5 aangeboden. Het is ingedeeld bij de open spelen.
De beginzetten zijn 1.e4 e5 2.Pf3 d5.
Eco-code C 40.